# برايان بيمنت
برايان بيمنت (بالإنجليزية: Brian Bement) هو لاعب كرة قدم أمريكي في مركز الهجوم، ولد في 2 يوليو 1993 في واترلو في الولايات المتحدة. لعب مع Puerto Rico FC ‏.

## وصلات خارجية
- برايان بيمنت على موقع قاعدة بيانات كرة القدم.إي يو (الإنجليزية)
- برايان بيمنت على موقع Soccerway.com (الإنجليزية)